# Charkovské národní akademické divadlo opery a baletu M. V. Lysenka
Charkovské národní akademické divadlo opery a baletu M. V. Lysenka, známé pod zkratkou ChNATOB, je divadlo věnované opeře a baletu v ukrajinském městě Charkově. Bylo založeno roku 1925, od roku 2010 nese nynější název. Ve stávající budově působí od sezóny 1991–1992, historickou budovu dnes využívá Charkovská oblastní filharmonie. Operní představení se hrají v původních jazycích děl, zejména ruštině, ukrajinštině, italštině a francouzštině. Je jedním z desíti ukrajinských divadel (z toho pěti operních a baletních), kterým byl přiznán statut „národního divadla“.

## Historie

### Počátky opery a baletu v Charkově
Charkov byl od roku 1726 střediskem hudebního školství, první divadlo v Charkově bylo otevřeno roku 1780 a z téhož roku jsou zprávy i o prvních operních představeních; z nyní ukrajinských měst v té době fungovalo (německé) operní divadlo pouze ve Lvově, který se však patřil Habsburské monarchii. Provoz zajišťovaly po dalších téměř sto let střídající se divadelní společnosti, z nichž operu provozovaly zejména společnosti italské. Hrály se opery Mozarta, Paisiella, Cimarosy i ruských skladatelů jako M. M. Sokolovského (Mlynář-čaroděj, podvodník a dohazovač), později například opery Spontiniho, Spohra a Cherubiniho. Roku 1841 se poprvé hrál Glinkův Život za cara. Za „zlatý věk“ italské opery lze považovat léta 1864–1871, kdy byla představení italských společností středem charkovského kulturního života. Společnosti většinou přivezly malý soubor sólistů a hudebníků a sestavily orchestr a případný sbor z místních hudebníků, na repertoáru měly v této době kolem tuctu titulů nejpopulárnějších italských oper (Rossini, Bellini, Donizetti, Verdi) a zástupců francouzské velké opery (Meyerbeerův Robert ďábel, Halévyho Židovka – hraná ovšem pod názvem Dcera kardinála – a podobně). Italské společnosti v Charkově vstupovaly i po celá 70. a 80. léta 19. století, ale s klesajícím ohlasem.
Rovněž historie baletu v Charkově začíná rokem 1780, kdy se v městském divadle konala představení petrohradského baletního souboru P. I. Ivanického. Baletní provoz však zůstal až do 20. století omezen na příležitostná představení kočovných baletních souborů: v roce 1816 soubor Ivana Fjodoroviče Štejna, ve 20. letech 19. století opět soubory Štejnův a Ljudviga Jurjeviče Mlotkovského, v roce 1843 soubor T. Ivanovové, v roce 1848 soubor K. Bogdanova, v roce 1852 soubor M. Piona, koncem 50. let 19. století soubor E. I. Andrejanovové a P. Maloverna.

### Vznik stálého operního divadla
Od roku 1867 působilo v Kyjevě stálé ruskojazyčné operní divadlo, jehož prvním provozovatelem byl petrohradský podnikatel Ferdinand Berger. Jeho soubor zvali pravidelně od roku 1868 k vystupování v Charkově tehdejší ředitelé charkovského divadla, Věra Ljudvigovna a Nikolaj Nikolajevič Djukovovi (představení probíhala v budově na Pavlovském náměstí). Díky mecenátu V. Paščenka byl konečně zformován stálý soubor z bývalých nevolníků a ze sólistů bývalé společnosti Gaetana Garcii, dovezených Djukovovými z Konstantinopole, a zahájil činnost dne 26. prosince 1874 (podle juliánského kalendáře) v nové budově na Jekatěrinoslavské ulici (nyní vulica Poltavskyj Šljach).
Vedení souboru převzal nejprve Ferdinand Georgijevič Berger, který v té době opustil Kyjev, avšak již v září 1875 zemřel. Podnikání se pak ujal zpěvák Alexandr Semjonovič Rapport. Za jeho vedení byl soubor stabilizován a jeho kvalita vzrostla. Zde začínal své ruské působení významný dirigent Josef Přibík (Josip Vjačeslavovič Prybik, 1853–1937). Po zrušení Emžského ukazu se divadlo otevřelo i ukrajinskému jazyku a měly zde roku 1883 premiéry definitivní verze Lysenkovy Vánoční noci i Černomořců.
V polovině 80. let 19. století však soubor přestal působit a v letech 1886–1891 v Charkově stálé divadlo nebylo, pouze hostovaly různé společnosti – například roku 1886 společnost Savvy Mamontova z Moskvy, která poprvé seznámila Charkovany s díly skladatelů Mocné hrstky.

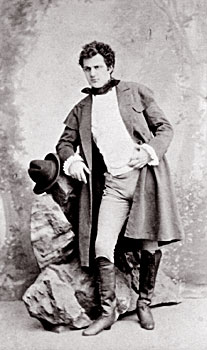
Tenorista Michail Medveděv, jedna z prvních pěveckých hvězd charkovské opery

Teprve v roce 1890 se obnovil stálý soubor pod vedením P. Lukoviče. Byl jen skromný (8 sólistů a dva páry tanečníků), avšak kvalitní, jeho hvězdou byl mladý tenorista Michail Efimovič Medveděv (vl. jm. Meer Chajmovič Bernštejn, 1852–1925) a v Charkově hostovali i sólisté z Kyjeva, Moskvy a Petrohradu. Divadlo se usídlilo v přestavění budově bývalého Komerčního klubu na Rymarské ulici, od roku 1910 se některá představení konala v divadle-cirkuse „Kolosseum“, ale jak poznamenávala soudobá kritika, „které z obou divadel je horší, je těžko říci“, i hlavní budova byla stísněná a chybělo jí řádné orchestřiště. Podnikatelé se rychle střídali až do roku 1908, kdy vedení divadla převzalo „umělecké sdružení“ charkovských měšťanů pod vedením S. Akimova. Rovněž v uměleckém souboru byla velká fluktuace, ač jím prošla řada talentů, a úroveň režie, výpravy i provedení velmi kolísala. Mezi dirigenty vynikl Václav Suk, Eugenio Esposito, později Lev Petrovič Štejnberg, M. Bukša, A. Pazovskij, prvním významným operním režisérem se stal roku 1910 Mykola Boholjubov. Mezi častějšími významnými hosty byli tenorista Leonid Vitaljevič Sobinov, basista Fjodor Ivanovič Šaljapin a místní rodák tenorista Ivan Alexejevič Alčevskij.
Repertoár se orientoval na vzor petrohradského a moskevského divadla, obsahoval populární italské opery (od přelomu století se prosazuje Giacomo Puccini – Tosca, Madam Butterfly), francouzské opery (Gounod: Faust, Romeo a Julie, Georges Bizet: Carmen, Giacomo Meyerbeer: Robert ďábel, Hugenoti, Jules Massenet: Král z Lahoru, Navařanka) méně německé (Karl Goldmark: Královna ze Sáby, Engelbert Humperdinck: Perníková chaloupka (opera), později Richard Wagner: Valkýra). Společnost ovšem uváděla hojně i ruské tituly, zejména Petra Iljiče Čajkovského (Mazepa, Piková dáma, Evžen Oněgin, Opričnik, Čarodějka), skladatele Mocné hrstky (Modest Petrovič Musorgskij: Boris Godunov, Alexandr Porfirjevič Borodin: Kníže Igor, Nikolaj Andrejevič Rimskij-Korsakov: Sněhurka, Sadko, Carská nevěsta) i jiných (Anton Rubinštejn: Kupec Kalašnikov, Michail Michajlovič Ippolitov-Ivanov: Asja a Zrada, zvláště populární byl Nápravníkův Dubrovskij). V premiéře uvedlo charkovské divadlo bez velkého ohlasu pouze operu Váši Suka Lesův pán (16. února 1900) a dětskou operu Veliká řepa Volodymyra Ivanovyče Sokalského (1863–1919), chystaná opera Valerie Volodymyra Vjačeslavovyče Puchalského (1848–1933) nakonec uvedena nebyla.
Po celou dobu společnost uváděla vedle oper i operety a činohry: například roku 1900, když byl podnikatelem A. Cereteli, měla společnost v repertoáru 23 oper z celkem 56 titulů.

### 1917–1925
Za občanské války v Rusku byl Charkov – od prosince 1917 prohlášený za hlavní město Ukrajinské sovětské socialistické republiky – několikrát dobyt vojsky jednotlivých válčících stran. Charkovské operní divadlo se od roku 1918 nazývalo Národní opera, v jeho repertoáru byly například Carská nevěsta, Démon a Carmen, ale jeho provoz byl pochopitelně nepravidelný. Po definitivním dobytí města Rudou armádou koncem roku 1919 byl proveden dekret o zestátnění divadel a Národní opera byla od října 1920 reorganizována pod názvem Ruská státní opera. Divadlo od počátku disponovalo vynikajícím souborem sólistů (jeho hvězdou byl hrdinný tenor Jurij Stepanovyč Kyporenko-Domanskyj), ale repertoár, režie i výprava byly tradiční, nevýrazné a provinciální: příčiny byly jednak ekonomické (nedostávalo se peněz na obnovu kostýmů, výpravy ani notového materiálu), jednak politické, neboť úloha a podoba operního divadla v novém režimu byla zpočátku značně nejistá. Významnější činnost začala až s příchodem dirigenta Arije Mojsejoviče Pazovského (1887–1953): začal Evženem Oněginem, následovaly Piková dáma, Carmen, Carská nevěsta, Mazepa, Boris Godunov,Démon (Rubinštejn), Aida (Verdi), Židovka a Camorra Eugenia Esposita. Za Pazovského nástupce, Čecha Jana Palice (Ivan Palicyn), se hrály dále opery Ruslan a Ludmila (Glinka), Sadko, Tannhäuser (Wagner), Lohengrin (Wagner), Othello (Verdi), Tosca, Bohéma (Puccini), Zlatý kohoutek (Rimskij-Korsakov) a jiné. Operní program byl hojně doplňován operetními inscenacemi.
Teprve v této době začaly být u charkovského divadla uváděny samostatné balety (v Kyjevě již od roku 1893), přičemž v čele baletního souboru stál Pavel Konstantynovyč Jorkyn (1891–1953). Prvními inscenacemi byly Coppélia (Léo Delibes), Koníček hrbáček (Cesare Pugni) a choreografické scény na různé melodie pod názvem Rudá hvězda.

### 1925–1934
Od rozpadu kyjevské společnosti Mykoly Sadovského za první světové války nepůsobilo žádné ukrajinskojazyčné hudební divadlo, i když se uskutečnila řada krátkodechých pokusů o jeho zformování. V rámci oficiální politiky ukrajinizace, kterou komunistická strana na Ukrajině ve 20. letech 20. století sledovala, však neustávaly snahy o poukrajinštění operního divadla. Šlo se cestou pokusného inscenování některých děl v ukrajinštině. Charkovské operní divadlo uvedlo v letech 1923–1924 v ukrajinštině operu Halka polského skladatele Stanislava Moniuszka a operu Kateryna ukrajinského skladatele Mykoly Arkase v hlavní roli s jednou z nejvýznamnějších postav ukrajinské opery 1. poloviny 20. století, Marijou Lytvynenko-Volgemut. V téže době slavily v charkovském činoherním divadle úspěchy inscenace Kateryny a Záporožce za Dunajem s Panasem Saksahanským, další ukrajinskou herecko-pěveckou legendou (Saksahanskyj a Lytvynenko-Volgemut se stali prvními ukrajinskými národními umělci).
Testem připravenosti charkovského souboru i diváků na skutečně ukrajinskojazyčný provoz se stala posmrtná premiéra Lysenkovy opery Taras Bulba 3. října 1924, na níž se podíleli dirigent V. Štejnberg, režisér M. Boholjubov a výtvarník O. Petrenko. Pod dojmem rozhodného úspěchu této inscenace pak 23. dubna roku 1925 Rada lidových komisařů USSR rozhodla o zřízení státní ukrajinské opery v Charkově – oficiální název zněl Ukrajinská státní metropolitní opera, od roku 1931 pak Charkovské divadlo opery a baletu –, jež byla otevřena 3. října 1925 programově moderní a antiromantickou inscenací Musorgského Soročinského jarmarku.
První šéf divadla Serhij Karhalskyj formuloval jeho úlohu takto: „Naší úlohou i naší touhou je postavit na zříceninách staré opery velký ústav evropského rozměru i rozhledu, v kterém by se ukrajinským jazykem uváděla nejnovější operní literatura v co nejvzornějších inscenacích a současně rozvíjela naše současná ukrajinská lidově-revoluční opera. Budujeme svůj ústav s absolutním zaměřením na masového, pracujícího diváka.“
Již v následujícím roce byla reorganizována a „ukrajinizována“ též operní divadla v Kyjevě a Oděse; problémy s přechodem na nový režim zpočátku pomáhalo řešit jejich sdružení v Jednotě státních operních divadel s myšlenkou, že tyto tři kolektivy se budou na svých působištích střídat; toto uspořádání se však ukázalo jako nepraktické a vydrželo jen jednu sezónu.
Režie charkovské opery v tomto období byla značně avantgardní, pod vlivem významného režiséra Lese Kurbase a jeho charkovského divadla Berezil. Základy položil ruský režisér Josif Michajlovič Lapickij, jeho žák Jemil Jungvald-Chilkevyč, dále zde působili například Nikolaj Michaljevič Foregger von Greifenthurm, Volodymyr Manzij nebo Serhij Karhalskyj. Mezi dirigenty tohoto období vynikli Lev Štejnberg, Mychajlo Verykivskyj, Arnold Marhuljan a mladý Veniamin Tolba. Z výtvarníků nejvíce působil Oleksandr Chvostenko-Chvostov. Mezi sólisty opery patřili Marija Lytvynenko-Volgemut, Jurij Kyporenko-Domanskyj, Ivan Patoržynskyj, Mychajlo Hryško, Zoja Hajdaj a další.
Repertoár první sezóny (vedle Soročinského jarmarku to byl Gounodův Faust, d'Albertova Nížina, Rossiniho Lazebník sevillský, Rimského-Korsakova Pohádka o caru Saltanovi, Borodinův Kníže Igor, Leoncavallovi Komedianti, Verdiho Aida a Madonin klenot Wolfa-Ferrariho) dokládá důraz na klasická ruská díla a z mezinárodního repertoáru na díla verismu. Podobný byl výběr i v následujících letech, spíše výjimkou bylo uvedení experimentální soudobé opery německého skladatele Maxe Branda Strojník Hopkins.
Teprve postupně a za velkých diskusí docházelo od ukrajinizace divadla, ve smyslu změny zpívaného jazyka z ruštiny na ukrajinštinu, k rozvoji vlastního ukrajinského repertoáru. Díla ukrajinských skladatelů se dostala na repertoár až s určitým odstupem. Teprve roku 1928 obnovilo charkovské divadlo inscenaci Lysenkova Tarase Bulby, uvedlo také jeho Vánoční noc. Záslužné bylo první nastudování folklorizující opery Kupalo haličského skladatele Anatola Vachnjanyna, která za jeho života (zem. 1908) nemohla být provedena. Prvním současným skladatelem na charkovské scéně se stal Borys Janovskyj, jeho opera na revoluční námět Výbuch zde měla premiéru roku 1927. Následovaly další soudobé ukrajinské opery – Rozštěp Volodymyra Femelidiho, Jabloňové zajetí Olesi Čyška, Zlatá obruč Boryse Ljatošynského, Karmeljuk Valentyna Kostenka. Právě charkovské divadlo vypsalo koncem 20. let u nejvýznamnějších ukrajinských skladatelů zakázky na operní ztvárnění významných děl ukrajinské literatury; tento záměr došel jen částečného naplnění, vedl však přinejmenším ke vzniku nejvýznamnější ukrajinské opery meziválečného období, Ljatošynského Zlaté obruče.
V roce 1931 uvedlo divadlo operu Abesalom a Eteri zakladatele gruzínské hudby Zakarije Paliašviliho (větší ohlas mělo až obnovené nastudování roku 1937).
Baletní soubor nového divadla uspořádal choreograf Robert Balanotti; jeho premiérou bylo Čajkovského Labutí jezero. Po něm brzy převzal vedení souboru Michail Fjodorovič Mojsejev, který vedle klasických děl jako Korzár a Don Quijote uvedl roku 1927 první soudobé dílo, balet Červený mák Reinholda Glièra. Vedle Mojsejeva a místního Jorkyna pracovali v charkovském divadle v tomto období mnozí významní ruští choreografové (Vladimir Alexandrovič Rjabcev, Asaf Michajlovič Messerer, Vasilij Konstantinovič Litviněnko, Nikolaj Michaljevič Foregger von Greifenthurn, Kasjan Jaroslavič Golejzovskij, Nikolaj Alexandrovič Botolov). Experimentální avantgardní balet vstoupil do Charkova roku 1928 v Golejzovského choreografii baletů Josef Překrásný a Groteska Sergeje Nikiforoviče Vasilenka. Významným počinem se stala světová premiéra baletní pantomimy Viktora Alexandroviče Oranského Fotbalista, která proběhla roku 1930 ještě před premiérou v moskevském Velkém divadle, pro které byl balet napsán. Choreografii měl N. M. Foregger, který dohlížel i na zpracování další premiéry, prvního ukrajinského baletu s názvem Ferendži. Skladatel Borys Janovskyj v něm zpracoval téma z indického odboje proti anglickým kolonialistům a moderní choreografie využívala i prvky estrádního tance. Brzy poté (1931) následovala další významná premiéra, totiž balet Pan Kaňovskyj Mychajla Verykivského, v němž V. K. Litviněnko poprvé zkombinoval klasický balet a ukrajinský lidový tanec.

### 1934–1941
V roce 1934 se hlavní město Ukrajinské SSR přesunulo do Kyjeva. Charkovské divadlo bylo za ztracený status první operní a baletní scény Ukrajiny odškodněno titulem „akademické“ a nazývalo se nyní Charkovské akademické divadlo opery a baletu. Při této příležitosti změnila působiště i řada umělců a mnoho pěveckých, tanečních i hudebních hvězd přešlo do kyjevského divadla. V Charkově zůstali například dirigenti Arnold Evadijovič Marhuljan, S. Maslovska, Mykola Dmytrovyč Pokrovskyj a zejména mladý Veniamin Savelijovyč Tolba, režiséři Josif Michajlovič Lapickij a Volodymyr Mychajlovyč Skljarenko nebo výtvarník Anatolij Galaktionovyč Petryckyj.
V repertoáru 2. poloviny 30. let se nově objevila pouze díla, která se osvědčila na jiných scénách. Charkovským jevištěm prošly široce hrané tzv. písňové opery, nejlépe ztělesňující estetické požadavky stalinského socialistického realismu: Tichý Don a Rozrušená země Ivana Ivanoviče Dzeržinského na náměty M. A. Šolochova, opera V bouři Tichona Nikolajeviče Chrennikova, opera Křižník Potěmkin charkovského rodáka Olese Semenovyče Čyška, jež měla úspěšnou premiéru v Leningradě, nebo opera Perekop skladatelů Julije Mejtuse, Vsevoloda Rybalčenka a Mychajla Tice. Při příležitosti 125. výročí narození ukrajinského národního básníka Tarase Ševčenka byla u ukrajinských skladatelů objednána řada děl; pro charkovské divadlo napsal skladatel Valentyn Kostenko operu Nazar Stodolja podle Ševčenkovy hry.
Hrál se rovněž klasický repertoár, zejména italský a ruský, vybírána byla přednostně díla umožňující využít scénickou pompu a monumentalismus, který v této době na operním jevišti převažoval. Nejvýznamnější inscenací byly Meyerbeerovi Hugenoti – v režii J. Lapického, dekoracích A. Petryckého a pod taktovkou A. Marhuljana se v Charkově sešla hvězdná sestava tehdejšího ukrajinského operního zpěvu: Marija Lytvynenko-Volgemut jako Markéta z Valois, Oleksandra Žukovska jako Valentina, Jurij Kyporenko-Domanskyj jako Raoul, Ivan Patoržynskyj jako Marcel, Mychajlo Hryško jako Nevers a Mychajlo Romenskyj jako Saint-Bris. Klasická ukrajinská zpěvohra Natalka Poltavka v citlivé úpravě V. Kostenka příznivě kontrastovala s monumentalizujícím přepracováním, které v té době nabízela kyjevská opera.
Baletní repertoár v této době obohatili Cikáni S. N. Vasilenka, Egyptské noci Antona Stěpanoviče Arenského a především populární Plameny Paříže a Bachčisarajská fontána Borise Vladimiroviče Asafjeva. Jedinou vlastní premiéru připravil soubor na jaře roku 1941, kdy poprvé uvedl balet Světlana významného místního skladatele Dmytra Klebanova.

### 1941–1960
Brzy po napadení Sovětského svazu Německem v červenci 1941 bylo rozhodnuto o evakuaci všech operních divadel před postupující frontou. Značná část charkovského souboru tak odešla a dorazila až na Sibiř a do střední Asie, kde působila v kazašském Leninogorsku, Šeleku (Čiliku), poté delší dobu v Čitě, až v říjnu roku 1942 byla spojena se souborem kyjevské opery a usadila se v Irkutsku. Do října roku 1942, kdy byl sloučen s kyjevským souborem, uspořádal soubor charkovského divadla 80 představení a 800 koncertů u vojska, v nemocnicích a na podobných místech. Přitom část souboru zůstala v Charkově a pod patronací německých okupantů zde bylo operní divadlo v provozu prakticky po celou dobu německé přítomnosti.
V Irkutsku spojené divadlo pěstovalo tradiční repertoár (Ivan Susanin, Lazebník sevillský, Madam Butterfly, Traviata, Natalka Poltavka, Záporožec za Dunajem, Bachčisarajská fontána, Coppélia), ale nevyhýbalo se ani zcela novým dílům, jako byl balet Volodymyra Joryše Noc běsů a zejména Verykinského opera Děvečka, která si získala popularitu jak v Irkutských podmínkách, tak po návratu na Ukrajinu, kdy ji zařadili na repertoár v Kyjevě i Charkově.
V roce 1944 se mohly evakuované ukrajinské soubory vrátit do svých působišť. Charkovskému divadlu bylo při této příležitosti uděleno jméno zakladatele ukrajinské hudby Mykoly Lysenka a divadlo se nyní nazývalo Charkovské akademické divadlo opery a baletu M. V. Lysenka. Posílila je část souboru neobnoveného operního divadla z Dněpropetrovsku. Provoz zahájili relativně pozdě až 24. května 1945 Ivanem Susaninem.
I nové sezóny začaly tradičním repertoárem (Carská nevěsta, Lazebník sevillský, Maškarní ples), prvním novým přírůstkem do repertoáru byly roku 1947 opera Sevastopolci ruského skladatele Mariana Viktoroviče Kovala a následně premiéra opery Dmytra Klebanova a Oskara Sandlera Jediným životem, napsaná ke 30. výročí říjnové revoluce. Obě díla rychle zmizela z repertoáru. Konec 40. a počátek 50. let byly dobou zostřeného ideologického tlaku na umění spojeného se jménem Andreje Ždanova a charkovské divadlo se v této době drželo repertoáru z ruské klasiky (Kníže Igor 1949, Piková dáma 1950, Panna orleánská 1951, Opričnik 1955), děl národního klasika Mykoly Lysenka (roku 1956 Taras Bulba v definitivní verzi Revuckého a Ljatošynského, doinstrumentované dětské opery Pan Kocký a Zima a jaro) nebo těch oper sovětské doby, které již byly ideologicky prověřeny (V bouři, Tichý Don, Rodina Tarasova Dmitrije Kabalevského, k nimž se po přepracování roku 1953 přiřadil i Bohdan Chmelnický Kosťantyna Daňkevyče). Za inscenaci Borise Godunova z roku 1951 získalo divadlo Stalinovu cenu.
V roce 1954 uvedlo charkovské divadlo poprvé v Sovětském svazu operu Antonína Dvořáka Rusalka; hrála se zde pod názvem Láska rusalky, protože pod názvem Rusalka znali diváci spíše stejnojmennou operu Alexandra Sergejeviče Dargomyžského. Teprve po začátku postalinského politického uvolnění, roku 1957 se divadlo osmělilo k další vlastní premiéře, opeře Bukovinci mladého skladatele Marka Karminského; později originální skladatel zde však představil příliš tradiční a nevýrazné dílo.
Větší repertoárovou pestrost si mohl dovolit baletní soubor, který vedle klasických děl (Labutí jezero, Coppélie, Don Quijote, Korzár, Bajadéra aj., k nimž se přiřadily i Glièrův Červený mák a Daňkevyčova Lileja) dával řadu nových děl sovětských autorů: Doktor Bolíto I. V. Morozova (1950), Mládí M. I. Čulakiho (1950), Larencia A. A. Krejna (1952), Šurale F. Z. Jarullina (1953), Lajma A. Ja. Lepina (1955), Kavkazský zajatec B. V. Asafjeva (1956), Džungle velkoměsta A. Ja. Lepina (1959). Divadlo uvedlo rovněž díla místních skladatelů, balet Anatolije Olexandrovyče Bojarského Masky (1957) a balety Volodymyra Mykolajovyče Nachabina Danko (1948), Jarní pohádka (1954) a zejména skladatelovo vrcholné dílo Tavrija (1959). V čele souboru stáli choreografové V. K. Litviněnko a A. A. Berezova, později též N. V. Danilova a v letech 1954–1966 I. K. Kovtunov.
V této době působili v Charkově například dirigenti Volodymyr Piradov, Isidor Zak, L. Chudolij, režiséři V. Skljarenko, M. V. Avach, scénograf I. S. Nazarov a jiní.
Roku 1960 se divadlo představilo v Moskvě na Dekádě ukrajinského umění a získalo při té příležitosti Řád rudého praporu práce.

### 1960–1990
Na repertoáru charkovského divadla se v tomto období objevovaly soudobých sovětských skladatelů, jak z Ukrajiny, tak z jiných republik. Jevištěm zde úspěšně prošel Nazar Stodolja Kosťantyna Daňkevyče (1961), méně úspěšně pak opery importované v 70. a 80. letech: předválečná opera V bouři (1971) a nová Frol Skobejev (1973) Tichona Chrennikova, Daisi Zacharije Paliašviliho (1972), nová verze Mladé gardy Julije Mejtuse (1975), Vlajkonoši Oleksandra Bilaše (1986).
Divadlo uvedlo v tomto období řadu světových operních premiér, zejména skladatelů působících v Charkově, avšak žádná neměla zásadní význam. Nejvýraznější a nejúspěšnější z nich byla opera významného charkovského skladatele a hudebního pedagoga Dmytra Klebanova Komunista (Vasyl Hubanov), uvedené v první verzi roku 1965 a ve druhé roku 1967 jako hlavní příspěvek divadla k oslavám 50. výročí Říjnové revoluce. Inscenaci dirigoval Je. Duščenko, režii měl Ju. Lekov a titulní roli zpívala tehdejší hvězda charkovského ansámblu, barytonista Mykola Manojlo. Jen malý ohlas měla roku 1981 další Klebanovova rozměrná opera První máj o charkovském prvomájovém průvodu roku 1900. Zjevným neúspěchem byla sentimentální opera Nineli Juchnovské Pavlo Korčagin (1961) podle známého románu Nikolaje Ostrovského Jak se kalila ocel. Jediná opera skladatele Jarovynského Poručík Schmidt (1970) byla obecenstvem přijata poměrně příznivě, ale neměla velký umělecký význam. Zajímavější podněty přinesla spolupráce divadla se skladatelem starší generace Hermanem Žukovským, při níž uvedlo jeho lyrickou operu Na krok k lásce (1973, znovu 1982) a operní monolog Volžská balada (1975) interpretovaný M. Manojlem, k němuž se divadlo vrátilo ještě později roku 1984, kdy jej zkombinovalo se Žukovského symfonickou básní Obelisk do podoby opery-baletu pod názvem Věčné jméno tvé. V roce 1978 se poprvé hrála lyrická opera Irkutská historie Marka Karminského. Později charkovské divadlo nastudovalo i dvě nová menší díla významného místního rodáka Vitalije Hubarenka. Byla to nejprve lyrická hudební novela Pamatuj na mne (v Charkově původně hraná jako Nezapomenutelné), nastudovaná roku 1980 a později spojená do jedné inscenace s Hubarenkovým baletem Kamenný vládce; tato inscenace získala divadlu Státní cenu T. H. Ševčenka. Následovala komická opera Dohazovačem proti své vůli na námět klasika ukrajinského divadla 19. století H. Kvitky-Osovjanenka (1985).
Jádro repertoáru však tvořila klasická díla domácí i světové operní literatury: divadlo uvedlo nové inscenace Arkasovy Kateryny (1965), Tarase Bulby (1971), Záporožce za Dunajem (1978) a Natalky Poltavky (1983), k nejzajímavějším inscenacím patřily Evžen Oněgin, Manon Lescaut, první charkovské uvedení Chovanštiny, Čarodějka, Piková dáma, Carská nevěsta Don Carlos, dále se hrály například Sněhurka, Carmen, La traviata, Maškarní ples, Trubadúr, Othello, Fra Diavolo, Lakmé, Lucia di Lammermoor, Tosca, Bohéma a jiné.
Z tanečních děl byl na dlouhou dobu jedinou domácí premiérou balet Jurije Ščurovského Píseň o přátelství (1961). Baletní repertoár však sestával jak z klasických děl (Labutí jezero, Giselle, Don Quijote, Louskáček, Šípková Růženka, Coppélie, Korzár…), tak ze soudobých děl autorů sovětského svazu včetně ukrajinských: Prokofjevovy Romeo a Julie a Kamenný kvítek, Chačaturjanův Spartacus, Nachabinův Mešťan z Toskánska, Lesní píseň … Skorulského, Kamenný vládce Vitalije Hubarenka, Břeh naděje a Stvoření světa Andreje Pavloviče Petrova, Carmen-suita Rodiona Ščedrina, Člověk, který se směje Borise Isaakoviče Zejdmana a další.
Oporami operního souboru byli v tomto období například basista Jevhen Ivanovič Červonjuk, baryton Mykola Fedorovyč Manojlo, sopranistka Ljubov Vasylivna Popova nebo tanečníci a choreografové Teodor Kosťantynovyč Popesku, Svitlana Ivanivna Kolyvanova a Valentyna Fedorivna Arkanova. Působili zde též například dirigenti Jevhen Vasyljovyč Duščenko, Jarema Antonovyč Skybynskyj nebo Leonid Mychajlovyč Džurmij, stále režisér Volodymyr Mychajlovyč Skljarenko a noví režiséři Ju. Lekov, I. Černyčko, L. Kukoljevyč, V. Lukašov a další.

## Současnost (od roku 1990)
V době rozpadu Sovětského svazu byla dostavěna nová budova divadla: v roce 1989 byl odevzdán do užívání malý sál, o dva roky později velký a na sezónu 1991/92 se soubor definitivně přestěhoval do nové budovy a začal využívat celý komplex.
Podobně jako v jiných divadlech Ukrajiny a východní Evropy se pád komunismu odrazil na větší umělecké volnosti, současně však velká část uměleckého personálu mohla využít svobody pohybu a najít uplatnění na západních scénách, což se odrazilo na umělecké úrovni. Především jsou divadla nyní vystavena tržnímu tlaku, ztratila část dříve bohatých státních dotací, a proto musí přizpůsobovat svůj provoz potřebě najít financování: vede to ke konzervativnímu výběru repertoáru a častým zájezdům souboru. Rovněž charkovské divadlo (operní i baletní soubor) uspořádalo řadu zájezdů do zemí Západní Evropy, Severní i Jižní Ameriky i Asie. Z odchovanců charkovské scény se v této době světově prosadili například Oleksandr Vostrjakov, Dmytro Popov, Vladislav Verestnikov, Maksym Paster nebo Alexandra Durseněva. Na operní repertoár, sestávající téměř výhradně z klasických kusů světové opery především 19. století, se v tomto období dostala jediná domácí novinka, a to opera Básník Levka Koloduba věnovaná postavě národního barda Tarase Ševčenka. V roce 2008 uvedlo divadlo také scénické rekviem skladatele Jevhena Stankovyče na slova básníka Dmytra Pavlyčka Panychida za zemřelé hladem.
Od roku 1997 je charkovské operní a baletní divadlo jedním z nejvýznamnějších pořadatelů festivalu Charkov umělecký. Od roku 2000 pořádají orchestr a zpěváci divadla pravidelné promenádní koncerty v Charkově.
Dne 23. února 2010 udělil prezident Ukrajiny Viktor Juščenko divadlu titul „národní“. Divadlo tak získalo svůj stávající název Charkovské národní akademické divadlo opery a baletu M. V. Lysenka.

### Repertoár
V letech 2013–15 byly v repertoáru ChNATOBu tyto opery:
- Ruská opera:
  - Alexandr Porfirjevič Borodin: Kníže Igor
  - Petr Iljič Čajkovskij: Evžen Oněgin, Jolanta, Piková dáma, Střevíčky
  - Modest Petrovič Musorgskij: Boris Godunov, Ženitba
  - Sergej Rachmaninov: Aleko
  - Nikolaj Andrejevič Rimskij-Korsakov: Carská nevěsta

- Ukrajinská opera:
  - Semen Hulak-Artemovskyj: Záporožec za Dunajem
  - Mykola Lysenko: Natalka Poltavka, Taras Bulba
  - Levko Kolodub: Básník

- Italská opera:
  - Gaetano Donizetti: Rita
  - Ruggero Leoncavallo: Komedianti
  - Pietro Mascagni: Sedlák kavalír
  - Giacomo Puccini: Bohéma, Madam Butterfly, Tosca, Turandot
  - Gioacchino Rossini: Lazebník sevillský, Manželství na směnku
  - Giuseppe Verdi: Aida, Nabucco, Othello, Rigoletto, La traviata, Trubadúr, Rekviem

- Francouzská opera:
  - Georges Bizet: Carmen
  - Charles Gounod: Faust
  - Camille Saint-Saëns: Samson a Dalila

- Jiné:
  - Wolfgang Amadeus Mozart: Divadelní ředitel, Don Giovanni, Figarova svatba, Kouzelná flétna
  - Otto Nicolai: Veselé paničky windsorské
  - Henry Purcell: Dido a Aeneas
  - Johann Strauss mladší: Netopýr, Zoluška (Sindi)

- Dětská opera:
  - Vano Gokieli: Červená karkulka (v ruštině)
  - Ljudmila Ljadova: O Jaremovi a Danilovi (v ukrajinštině)
  - Nikolaj Stecjun: Když zvířata mluvila (v ruštině)
  - Gennadij Gladkov: Trubadúr a jeho přátelé (muzikál)
  - Gennadij Gladkov: Brémští muzikanti (muzikál)

Odhlédneme-li tedy od dětských oper, hrála se jen jediná opera žijícího autora nebo autora zemřelého před méně než 75 lety.
Ve stejné době mělo divadlo na repertoáru dále dvacet baletních inscenací: Bajadéra (Ludwig Minkus), Carmen-suite (Rodion Ščedrin), Coppélia (Léo Delibes), Don Quijote (Minkus), Giselle (Adolphe Adam), Chopiniana (na hudbu Fryderyka Chopina), Koníček hrbáček (Ščedrin), Labutí jezero (Petr Iljič Čajkovskij), Louskáček (Čajkovskij), Paquita (Minkus), Petruška (Igor Fjodorovič Stravinskij), Pták Ohnivák (Stravinskij), Dáma a chuligán (na hudbu Dmitrije Šostakoviče, Sněhurka a sedm trpaslíků (Bogdan Pawłowski), Svěcení jara (Stravinskij), Šípková Růženka (Čajkovskij), Tisíc a jedna noc (Fikret Amirov), Zastávka kavalerie (Ivan Ivanovič Armsgejmer), balet Kolo Štěstěny na hudbu Carla Orffa a Maurice Ravela a komponovaný baletní večer na hudbu Gounoda, Čajkovského, Webera a Chopina.

### Vedení a soubor
Od 17. prosince 2013 je ředitelem divadla Oleg Oriščenko, v divadle dále (k sezóně 2014/2015) působí jako umělecký ředitel Vladimir Boldyrjev, jako hudební ředitel Viktor Ploskina, jako umělecká ředitelka baletu Světlana Kolyvanova, jako hlavní sbormistr Alexej Černikin, jako hlavní scénografka Naděžda Švec, dále například dirigenti zasloužilí umělci Vitalij Kucenko, Pavel Baginskij, Oleksandr Holoboroďko, pěvci národní umělci Jelena Romaněnko a Nikolaj Koval a zasloužilí umělci Tamara Garmaš, Jelena Starikova, Jelena Skvorcova, Taťjana Žukova, Alexandr Šuljak, Sergej Šadrin, Dmitrij Makljuk a Čaturanga Bilaonov a tanečníci zasloužilí umělci Alexej Burakov a Irina Kljujeva.

## Světové premiéry charkovského operního a baletního divadla
- 1883 (27. ledna) – Vánoční noc (Різдвяна ніч, definitivní verze), opera Mykoly Lysenka
- 1895 – Píseň vítězné lásky (Песнь торжествующей любви), opera Julia Napoleona Wilhelma Hartevelda
- 1900 (16. února) – Lesův pán, opera Václava Suka
- 1900 – Veliká řepa (Ріпка), dětská opera Volodymyra Sokalského
- 1924 (3. října) – Taras Bulba (Тарас Бульба), opera Mykoly Lysenka
- 1927 – Výbuch (Вибух), opera Boryse Janovského
- 1929 – Kupalo (Купало), opera Anatola Vachnjanyna
- 1930 – Fotbalista (Футболист), balet Viktora Alexandroviče Oranského
- 1930 – Ferendži (Ференджі), balet Boryse Janovského
- 1931 – Pan Kaňovskyj (Пан Каньовський), balet Mychajla Verykivského
- 1939 – Nazar Stodolja (Назар Стодоля), opera Valentyna Kostenka
- 1941 – Světlana (Світлана), balet Dmytra Klebanova
- 1943 – Noc běsů (Бісова ніч), balet Volodymyra Joryše (společně s kyjevskou operou)
- 1943 (15. listopad) – Děvečka (Наймичка), opera Mychajla Verykivského (společně s kyjevskou operou)
- 1947 – Jediným životem (Эдиним життям), opera Dmytra Klebanova a Oskara Sandlera
- 1948 – Danko (Данко), balet Volodymyra Nachabina
- 1948 – Jarní pohádka (Весняна казка), balet Volodymyra Nachabina
- 1957 – Bukovinci (Буковинці), opera Marka Karminského
- 1957 – Masky (Маски) balet Anatolije Olexandrovyče Bojarského
- 1959 – Tavrija (Таврія), balet Volodymyra Nachabina
- 1961 – Pavlo Korčagin (Павло Корчаґін), opera Nineli Juchnovské
- 1961 – Píseň o přátelství (Пісня про дружбу), balet Jurije Ščurovského
- 1965 – Komunista (Комуніст), opera Dmytra Klebanova
- 1970 – Poručík Schmidt (Лейтенант Шмідт), opera Boryse Jarovynského
- 1973 – Na krok k lásce (Один крок до кохання), opera Hermana Žukovského
- 1975 – Volžská balada (Волзька балада), opera Hermana Žukovského
- 1977 – Severní pohádka (Північна казка), dětský balet Ihora Kovače
- 1978 – Irkutská historie (Іркутська історія), opera Marka Karminského
- 1980 – Nezapomenutelné (Pamatuj na mne) (Незабутнє (Пам'ятай мене)), opera Vitalije Hubarenka
- 1981 – První máj (Маївка), opera Dmytra Klebanova
- 1985 – Dohazovačem proti své vůli (Сват мимоволі), opera Vitalije Hubarenka
- 2001 – Básník (Поет), opera Levka Koloduba

## Architektura

### Stará budova

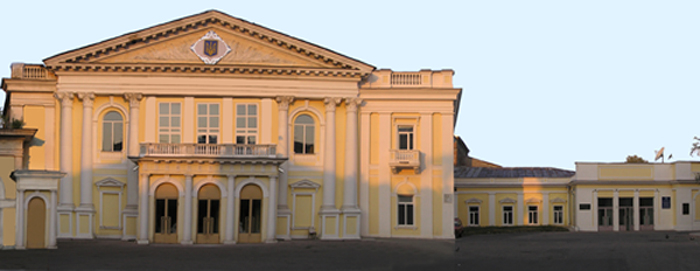
Budova Charkovské oblastní filharmonie, v letech 1890–1990 sídlo charkovského operního divadla

Budova na Rymarské ulici čp. 21 byla postavena v roce 1829 neznámým architektem. V roce 1855 ji nabyl podnikatel Zarudnyj a přestavěl ji pro konání divadelních představení. Poté stavba přešla do majetku Komerčního klubu a v letech 1884–1885 byla podstatně rekonstruována pro potřeby operního divadla (architekt B. G. Michalovskij). Ze strany od parku byla přistavěna jevištní část, hlediště bylo přestavěno ve stylu francouzské renesance a využitím motivů jednoho ze slavnostních sálů Tuilerijského paláce v Paříži. V dolní části stěn sálu se nacházejí párové sloupy korintského řádu s kanelurami zakončené zalamovaným kladím. Nad každým párem sloupů jsou umístěny sochy ženských postav s křídly podpírající balkón horního patra. Zábradlí balkónu i lóží jsou ozdobeny štukovým dekorem. V medailónech pod stropem jsou rozmístěny basreliéfové portréty slavných skladatelů. Počátkem 20. století bylo do piana nobile vestavěno nové mezipatro s lóžemi, aby se zvětšil počet míst v sále. Top narušilo celistvost původní architektonické kompozice. Na počátku 30. let 20. století byl k budově ze severní strany přistavěn nový vestibul se šatnou, hladký strop byl nahrazen kazetovým (architekt Viktor Karlovyč Trocenko). V roce 1938 získala fasáda divadla rysy ruského klasicismu (architekt Vladymyr Mykolajevyč Pety). V roce 1947 byly interiéry restaurovány architektem Valentinem Ivanovičem Puškarjovem.
Na konci 60. let 20. století byla budova v havarijním stavu (plnou rekonstrukci podstoupila teprve v letech 2009—2011). Proto bylo přijato rozhodnutí postavit novou divadelní budovu.
Starou budovu dostala do užívání Charkovská oblastní filharmonie.

### Nová budova
Od sezóny 1991—1992 pracuje divadlo v nové postmoderní budově na Sumské ulici čp. 25/27.
Nová budova divadla se vyznačuje značně svérázným projektem, který jeho autoři v čele se Serhijem Mykolajevyčem Mirhorodským, hlavním architektem Ukrajinské SSR, projektovali ne pro Charkov, nýbrž pro Kyjev. Stavba budovy trvala neobyčejně dlouho: 21 let (1970—1991). Projekt vypracoval kolektiv architektů ústavu KievZNIIEP (Kyjevský zonální vědeckovýzkumný a projektový ústav stavebnictví) sestávající ze S. N. Mirhorodského (vedoucího projektu), V. D. Jelizarova, M. V. Čupryny, R. M. Hupala a A. P. Zybina. Na tomto místě se nacházela rotunda s balustrádou (svérázný symbol Charkova, symetrický se známou Zrcadlovou fontánou), podzemní bunkr vedení štábu civilní ochrany a památka architektury 19. století, ve které bylo umístěno mlékařské učiliště.
Architektura budovy je založena na kontrastu velké převislé „desky“ dvou horních pater a složitého tvarování vchodových vestibulů, foyerů a jiných místností nižších pater. Divadlo má dva sály: velký s 1500 místy a malý s 400 místy. Vchod do sálu s pokladnami zdobí dekorativní kompozice s názvem „Hudba M. V. Lysenka“ sochaře S. Jastrebova. Budova je obložena artickým pěnovcem. Stojí na šesti pilířích o rozměrech 3 krát 6 metrů, které překrývají kovové traverzy o délce 100 metrů a hmotnosti 100 tun. V podzemní části se nachází garáž. V roce 2007 byly rekonstruovány fontány před budovou divadla a prostranství před divadlem obdrželo název „Náměstí fontán“ („Ploščaď fontanov“). Generálním dodavatelem stavby byla společnost АО Trest Žilstroj-1.
Podle původních záměrů mělo být v hlavním sále místo pro 4000 diváků a jeviště mělo být velmi velké — aby se jím mohly procházet demonstrace a dokonce bojová technika. Budova měla být dokončena za jednu pětiletku — k 30. výročí Dne vítězství. K postavení zjevně naddimenzované stavby se však nedostávalo prostředků a stavba byla na mnoho let zakonzervována. Podle slov tehdejšího předsedy výkonného výboru městské rady Jurije Hurového překročily skutečné náklady na stavbu divadla čtyřnásobně plánované náklady. Pro velké rozměry se budově přezdívá „letadlová loď“.

## Zajímavosti
- Jedním z nejzajímavějších projektů akademika Oleksije Mykolajevyče Beketova (1862–1941) byl projekt nového charkovského operního divadla pro 2200 diváků z počátku 20. století. Jeho realizaci zabránila první světová válka a následná ruská občanská válka.[84]
- Budovu divadla vyhlásila charkovská městská rada za jeden z dvanácti symbolů města.[85]
- V době proruských nepokojů na jaře roku 2014 se skupina protestujících pokusila násilím obsadit budovu divadla v domnění, že se jedná o budovu městské správy.[86]